# Генрі (округ, Теннессі)
Шаблон:StateAbbr_ 36°20′ пн. ш. 88°18′ зх. д. / 36.33° пн. ш. 88.3° зх. д.
Округ  Генрі (англ. Henry County) — округ (графство) у штаті  Теннессі, США. Ідентифікатор округу 47079.

## Історія
Округ утворений 1821 року.

## Демографія
За даними перепису 2000 року загальне населення округу становило 31115 осіб, зокрема міського населення було 10251, а сільського — 20864. Серед мешканців округу чоловіків було 15026, а жінок — 16089. В окрузі було 13019 домогосподарств, 9006 родин, які мешкали в 15783 будинках. Середній розмір родини становив 2,82.
Віковий розподіл населення поданий у таблиці:
| Стать    | До 15 років | 15-21 | 22-29 | 30-39 | 40-49 | 50-65 | 65-85 | Понад 85 |
| -------- | ----------- | ----- | ----- | ----- | ----- | ----- | ----- | -------- |
| Чоловіки | 2894        | 1346  | 1372  | 2002  | 2241  | 2812  | 2207  | 152      |
| Жінки    | 2769        | 1265  | 1365  | 2083  | 2305  | 3012  | 2800  | 490      |

## Суміжні округи
- Калловей, Кентуккі — північ
- Стюарт — північний схід
- Бентон — південний схід
- Керролл — південь
- Віклі — захід
- Ґрейвс, Кентуккі — північний захід

## Виноски
1. ↑  U.S. Decennial Census. United States Census Bureau. Архів оригіналу за 26 квітня 2015. Процитовано 5 квітня 2015.
2. ↑  Historical Census Browser. University of Virginia Library. Архів оригіналу за 11 серпня 2012. Процитовано 5 квітня 2015.
3. ↑  Forstall, Richard L., ред. (27 березня 1995). Population of Counties by Decennial Census: 1900 to 1990. United States Census Bureau. Архів оригіналу за 21 лютого 2015. Процитовано 5 квітня 2015.
4. ↑  Census 2000 PHC-T-4. Ranking Tables for Counties: 1990 and 2000 (PDF). United States Census Bureau. 2 квітня 2001. Архів оригіналу (PDF) за 18 грудня 2014. Процитовано 5 квітня 2015.
5. ↑  State & County QuickFacts. United States Census Bureau. Архів оригіналу за 7 червня 2011. Процитовано 2 грудня 2013.(англ.) Наведено за англійською вікіпедією.
6. ↑  American FactFinder. Бюро перепису населення США. Архів оригіналу за 21 травня 2008. Процитовано 31 січня 2008.

| США | Це незавершена стаття з географії США. Ви можете допомогти проєкту, виправивши або дописавши її. |